# ژرژ اولمه
ژرژ اولمه (فرانسوی: Georges Ulmer‎; ۱۶ فوریهٔ ۱۹۱۹ – ۲۹ سپتامبر ۱۹۸۹) خواننده، ترانه‌سرا و بازیگر دانمارکی‌تبار اهل فرانسه بود.
از فیلم‌ها یا برنامه‌های تلویزیونی که وی در آن نقش داشته است می‌توان به یک گلوله کافی است اشاره کرد.